# Unterabteilung
Unterabteilung (auch Referatsgruppe; Dezernatsgruppe oder kurz Gruppe) ist ein Organisationselement in der deutschen öffentlichen Verwaltung. Sie bildet unterhalb der Behördenleitung nach der Abteilung die zweite Hierarchieebene und wird von einem Unterabteilungsleiter (Referatsgruppenleiter; Dezernatsgruppenleiter, Gruppenleiter) geführt.

## Bundesverwaltung

### Oberste Bundesbehörden
In den obersten Bundesbehörden steht die Unterabteilung in der Behördenhierarchie zwischen der Abteilung und dem Referat. Die Bundesministerien gliedern sich grundsätzlich in Abteilungen und Referate (§ 7 Abs. 1 GGO). Unterabteilungen werden de jure nur gebildet, wenn es sachlich notwendig ist; dafür werden in der Regel mindestens fünf Referate zusammengefasst (§ 7 Satz 2 GGO). Faktisch sind fast alle Abteilungen der Bundesministerien in zwei bis vier Unterabteilungen gegliedert. Die Dienstposten der Unterabteilungsleiter sind im Stellenplan grundsätzlich für Ministerialdirigenten ausgewiesen, im Bundesministerium der Verteidigung (BMVg) auch für Brigadegenerale. Bis 2012 entsprach die Unterabteilung in den Führungstäben des BMVg der Stabsabteilung.

### Obere Bundesbehörden
In den Bundesoberbehörden wird das Organisationselement zwischen Abteilung und Referat grundsätzlich Referatsgruppe, manchmal auch kurz Gruppe, genannt. Sie wird in der Regel von einem Leitenden Regierungsdirektor geführt.

### Bundesmittel- und -ortsbehörden
In den Bundesbehörden, die keiner obersten Behörde unmittelbar nachgeordnet sind, ist das der Unterabteilung vergleichbare Strukturelement die Dezernatsgruppe.

## Übrige Verwaltung
Aufgrund des Föderalismus und der kommunalen Selbstverwaltung in Deutschland und der dadurch bedingten Organisationshoheit der Körperschaften, Anstalten und Stiftungen des öffentlichen Rechts besteht für die Landes- und kommunaler Ebene keine einheitliche Regelung.
In den Landesministerien des Landes Nordrhein-Westfalen heißt die Unterabteilung beispielsweise Gruppe.